# European Club Soccer
European Club Soccer (World Trophy Soccer i Nordamerika och J-League Champion Soccer i Japan) är ett fotbollsspel från 1992, utvecklat av Krisalis Software och utgivet av Virgin Games till Sega Mega Drive.
Spelaren kan välja mellan cirka 170 olika europeiska lag, där varje medverkande land minst har två lag representerade. Lagen har riktiga namn, medan spelarnamnen är kombinationer av olika för- och efternamn på verkliga dåvarande fotbollsspelare. 
Man kan spela både vänskapsmatcher och cupspel, där valbara alternativ som matchlängd (från 4 till 90 minuter), svårighetsgrad och matchställ går att ändra.
Den japanska utgåvan innehåller, som titeln antyder, lag från J-League. Den nordamerikanska versionen har i sin tur landslag istället för klubblag.